# Assemblers
Assemblers war ein Montagewerk für Kraftfahrzeuge und damit Teil der Automobilindustrie in Irland.

## Unternehmensgeschichte
Ernest Bell hatte als Direktor bei der P. J. Tracy Limited bereits Erfahrungen im Automobilbau gesammelt. Im Januar 1937 gründete er sein eigenes Unternehmen in Dublin. Im gleichen Jahr begann die Montage von Automobilen. Die Teile kamen zunächst von Hudson und Essex. Im Juni 1937 kam der Vertrieb und damit auch die Montage von Singer dazu. 1939 gab es einen Kontakt mit Peugeot, aus dem jedoch nichts wurde. Der Zweite Weltkrieg verhinderte den Import weiterer Teile, sodass die Montage aufhörte, nachdem alle Teile verbraucht waren. Bell machte als Werkstatt weiter und reparierte Lastkraftwagen. Dazu findet sich die Angabe Assemblers Garage.
1946 wurde die Montage von Hudson-Autos fortgesetzt. Von 1952 bis 1953 fand die Montage für Assemblers bei McEntagart Bros. statt und von 1953 bis 1957 bei Grange Motors. Nach 1957 beschränkte sich Assemblers auf den Vertrieb von Fahrzeugen. Genannt sind die Marken Austin, Hillman und Morris. 1968 kam Fiat dazu.
Anfang der 1970er Jahre wurde alles an Joe Keane verkauft, der bis 1975 durchhielt. Es ist unklar, unter welcher Firmierung Keane das Unternehmen betrieb.

## Fahrzeuge
Essex-Wagen wurden mit Sicherheit 1937, vermutlich auch 1938 und möglicherweise noch 1939 montiert. Hudson-Autos entstanden von 1937 bis 1939 und dann erneut von 1946 bis 1957. Die Montage von Singer-Fahrzeugen lief nur von 1937 bis 1939, denn ab 1946 waren dafür zunächst Motor Distributors und danach Buckley Motors zuständig.
Zu den Modellen von Hudson gehörte 1946 ein Fahrzeug mit einem Sechszylindermotor, der mit 21 RAC Horsepower eingestuft war. Hudson Pacemaker und Hudson Jet folgten.

## Produktionszahlen
Nachstehend die Zulassungszahlen in Irland für Essex-, Hudson- und Singer-Fahrzeuge aus den Jahren, in denen Assemblers sie montierte oder montieren ließ. Die Zahlen des ersten Jahres beinhalten auch die Montagen bei P. J. Tracy, da eine Splittung innerhalb eines Jahres nicht möglich ist.
| Jahr      | Essex         | Hudson        | Singer        | Summe         |
| --------- | ------------- | ------------- | ------------- | ------------- |
| 1937      | 66            | 35            | 16            | 117           |
| 1938      | 36            | 18            | nicht bekannt | 54            |
| 1939      | nicht bekannt | nicht bekannt | nicht bekannt | nicht bekannt |
| 1946–1957 |               | nicht bekannt |               | nicht bekannt |
| Summe     | 102           | 53            | 16            | 171           |